# Glamis Castle

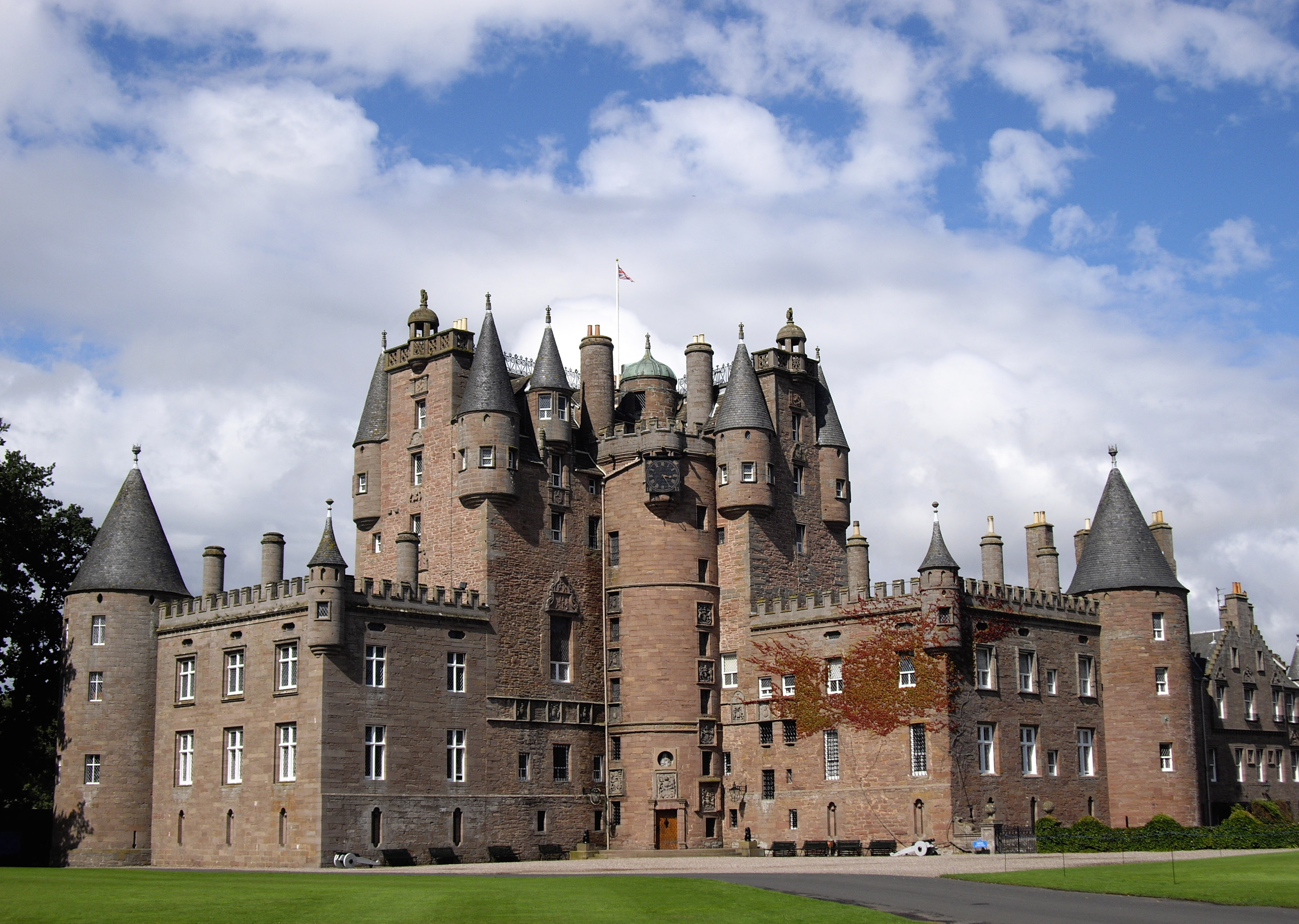
Glamis Castle

Glamis Castle [ɡlɑːmz] ist ein Schloss in der Nähe der Ortschaft Glamis in Angus, Schottland. Es ist Wohnsitz des Earls of Strathmore, der es der Öffentlichkeit zugänglich gemacht hat. Im Gegensatz zu vielen anderen schottischen Schlössern wird es nicht vom National Trust for Scotland betrieben. Elizabeth Bowes-Lyon, besser bekannt als „Queen Mum“, verbrachte hier ihre Kindheit, und ihre Tochter Prinzessin Margaret wurde hier geboren.
Beachtenswert sind die Deckengemälde der Innenräume von Glamis Castle, die sehr detailliert und gut erhalten sind. Gemeinsam mit denen der Schlösser Muchalls Castle und Craigievar House werden sie als die edelsten in ganz Schottland betrachtet.
Das Schloss findet sich in zahlreichen Sagen wieder und hat, will man örtlichen Legenden glauben, mehr dunkle Geheimnisse als jedes andere Schloss im Vereinigten Königreich. Auch in der Literatur fand es Erwähnung. In William Shakespeares Stück Macbeth ist Macbeth der Thane von Glamis und Cawdor.

## Lage

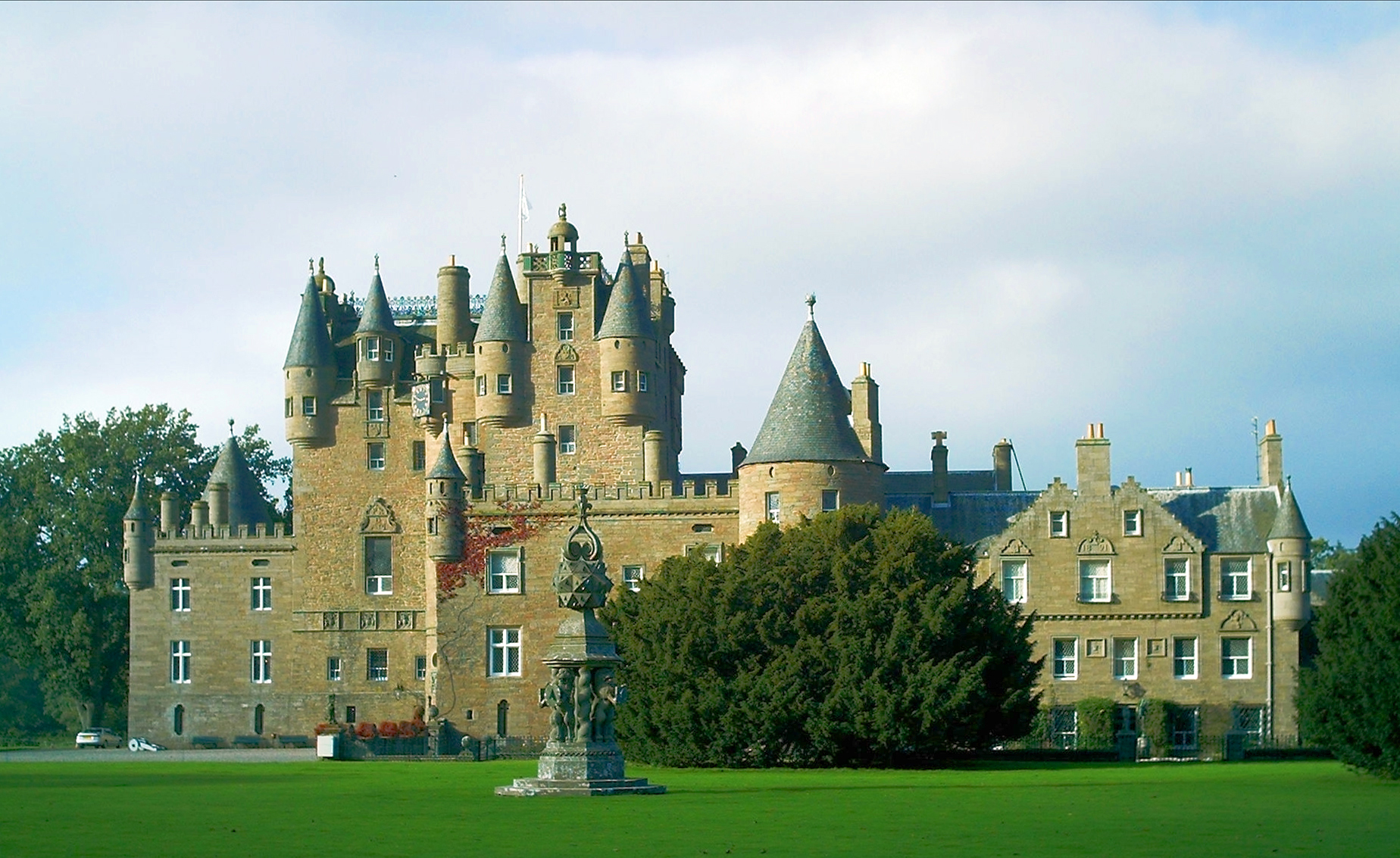
Andere Ansicht des Glamis Castle

Glamis liegt zwischen sanft geschwungenen Hügeln etwa 20 Kilometer von der Nordsee entfernt.  Diese Region Schottlands ist bekannt für ihre frühe piktische Kultur sowie mehrere Ereignisse im Mittelalter. Ganz in der Nähe befindet sich der Stein von Eassie, eines der besten Beispiele früher piktischer Steinbearbeitung.  Im Süden liegt Scone Palace, die historische Krönungsstätte der schottischen Könige. Etwa 30 Kilometer nördlich liegt Dunnottar Castle.

## Beschreibung
Die Außenanlagen des Schlosses nehmen eine Fläche von 5.700 Hektar (14.000 Acre) ein und umfassen neben üppigen Gärten und Wanderwegen auch landwirtschaftliche Flächen, unter anderem für Holz und Rinder. Durch das Anwesen fließen zwei Flüsse, von denen einer als Glamis Burn bekannt ist. Ein Arboretum, am Glamis Burn gelegen, birgt viele seltene Baumarten aus aller Welt, von denen viele einige hundert Jahre alt sind. Auch Vögel und andere kleine, wild lebende Tiere finden sich in dem Areal. 1987 wurden die Außenanlagen in das Inventory of Gardens and Designed Landscapes in Scotland aufgenommen.
Im Schloss gibt es eine Teestube, und Teile der Gärten und des Grundstückes sind für die Öffentlichkeit zugänglich. Glamis Castle kann auch für Dinner und Hochzeiten genutzt werden.
Glamis Castle ist als Denkmal der höchsten Kategorie A klassifiziert. Ebenso sind seine Sonnenuhr und ein Taubenhaus separat als Kategorie-A-Bauwerke eingestuft. Zahlreiche weitere Außengebäude sind als Kategorie-B- oder Kategorie-C-Denkmäler geschützt.

## Legenden und Märchen

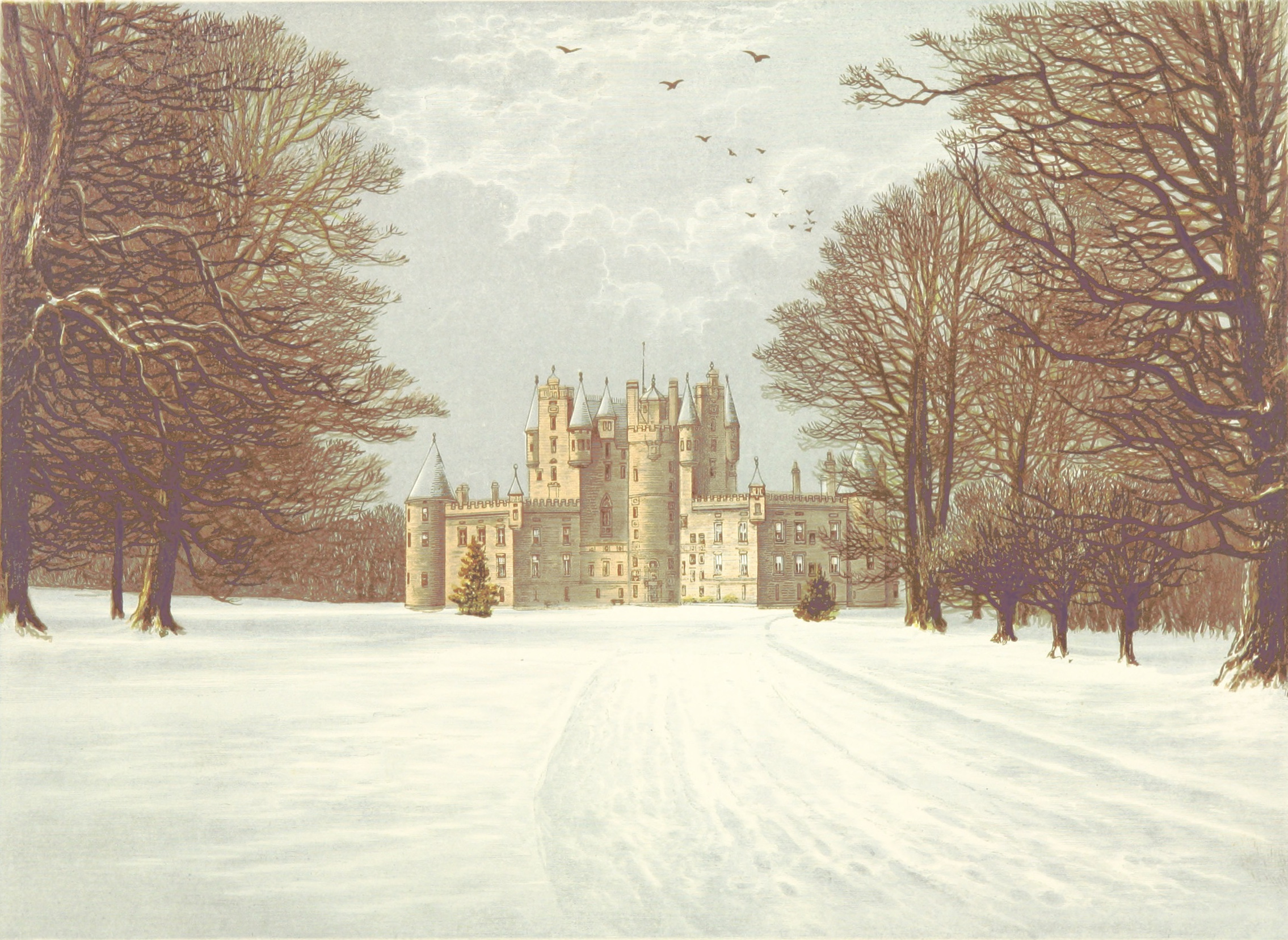
Glamis Castle im Schnee, etwa um 1880

Die berühmteste Legende über das Schloss ist die des Monsters von Glamis, eines abscheulich deformierten Kindes, das in der Familie Bowes-Lyon geboren wurde. Der Legende nach wurde das Monster sein ganzes Leben lang im Schloss gefangen gehalten und seine Kammer nach seinem Tod zugemauert.
Eine alte Geschichte erzählt, dass einst Gäste, die in Glamis Castle übernachtet haben, Handtücher aus den Fenstern jedes Raumes gehängt haben, um den zugemauerten Raum des Monsters zu finden. Als sie das Schloss daraufhin von außen betrachteten, bemerkten sie, dass aus etlichen Fenstern kein Handtuch hing.
Möglicherweise wurde die Monsterlegende durch die wahre Geschichte der Familie Ogilvie inspiriert. Irgendwo in den fast fünf Meter dicken Mauern befindet sich der Knochenraum. In diesem hatten einst die Ogilvies Schutz vor ihren Feinden, den Lindsays, gesucht, wurden aber verraten und bei lebendigem Leib eingemauert.
Nach der offiziellen Homepage des Schlosses wurde König Malcolm II. im Jahre 1034 in einer nahen Schlacht tödlich verwundet und zu einer königlichen Jagdhütte gebracht, die an der Stelle des heutigen Schlosses stand, wo Malcolm II. auch starb.
Es gibt eine kleine Kapelle im Schloss, die 46 Personen Platz bietet. Die Führer im Schloss erzählen Besuchern, dass ein Sitz in der Kapelle immer für die „Graue Lady“ reserviert sei, einen Geist, der das Schloss heimsucht. Laut Fremdenführer wird die Kapelle immer noch regelmäßig durch die Familie Bowes-Lyon genutzt. Trotzdem ist es niemandem erlaubt, auf diesem Platz zu sitzen.
Der inzwischen verstorbene Sir David Bowes-Lyon sah angeblich eine junge Frau an einem der Fenster des Schlosses, während er einen späten Spaziergang auf dem Rasen des Anwesens machte. Berichten zufolge sah er das Mädchen, wie es an die Stäbe eines Fensters griff, während es wie abwesend in die Nacht hinausschaute. Er wollte das Mädchen gerade ansprechen, als es plötzlich verschwand, so als ob jemand es vom Fenster weggerissen hätte.
Earl Beardie war Gast auf Glamis Castle. Eines Nachts, er war betrunken, verlangte er, Würfel zu spielen. Da Sabbat war, verweigerten ihm seine Gastgeber diesen Wunsch. Lord Beardie war so außer sich, dass er schrie, er würde mit dem Teufel selber spielen. Daraufhin erschien ein Fremder auf dem Schloss und fragte, ob Lord Beardie würfeln wolle, und sie begannen, in einem der Räume zu spielen. Später hörten Diener Schreie und Flüche aus dem Zimmer. Einer der Diener spähte durch das Schlüsselloch, und es wird berichtet, dass ein Lichtstrahl, der durch das Schlüsselloch schien, ihn blendete. Der Fremde verschwand. Viele Besucher berichteten, Geschrei und das Klappern von Würfeln gehört zu haben, und nicht wenige sagen, dass der Earl noch heute mit dem Teufel um seine Seele würfele.